# دولة كوستاريكا الحرة
دولة كوستاريكا الحرة كان الاسم الرسمي لكوستاريكا بعد انفصالها من جمهورية أمريكا الوسطى الاتحادية في العام 1838 وحتى إعلان جمهورية كوستاريكا الأولى في العام 1847.

## الخلفية
سُمِّيت كوستاريكا، كدولة عضو في اتحاد أمريكا الوسطى، رسميًا باسم دولة كوستاريكا. ولأنها دولة اتحادية، كانت كوستاريكا عضواً نشطًا في الاتحاد تحترم القوانين الاتحادية وتنتخب ممثليها إلى المستوى الاتحادي. ومع بداية الحرب الأهلية بين غواتيمالا وهندوراس والسلفادور، سنت كوستاريكا قانون أبريليا، مما سمح لها بأن تظل مستقلة حتى استعادة النظام الدستوري.

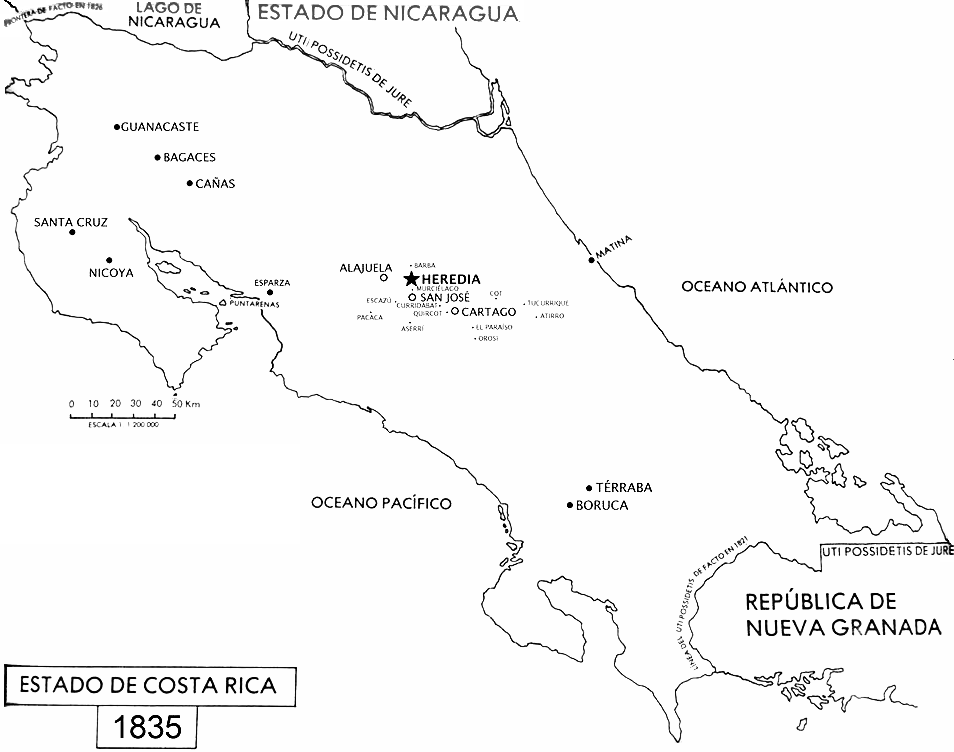
دولة كوستاريكا في العام 1835 حين كانت لا تزال داخل الجمهورية الاتحادية مع عاصمتها هيريديا.

بعد انتصار فرانسيسكو مورازان في الحرب الأهلية، ومع استمرار قانون أبريليا، أجرت كوستاريكا انتخابات لمقاعدها في الكونغرس الفدرالي الذي أُنتخب فيه فيليكس روميرو مينجيبر وجون دييجو بونيلا نافا كنائبين، وماركيز مانويل ماريا دي بيرالتا وخوسيه فرانسيسكو بيرالتا كعضوين في مجلس الشيوخ. خدم بونيلا كذلك رئيسًا للكونغرس الاتحادي وسينتخب مورازان رئيسًا في الانتخابات الفيدرالية لأمريكا الوسطى العام 1830، وقد طلبت المحكمة العليا لأمريكا الوسطى من كوستاريكا إلغاء قانون أبريليا، الذي أجازه كونغرس كوستاريكا في 3 فبراير 1831.
مع ذلك، تناقص التعاطف مع الاتحاد بعد أن ضمت كولومبيا أراضي من كوستاريكا وهي محافظة بوكاس ديل تورو (بنما الحديثة) دون الحصول على مساعدة اتحادية. وأخيرًا في 30 مايو 1838 سمح الكونغرس الاتحادي بحل الجمهورية الاتحادية عبر السماح لكل دولة من الدول الأعضاء «بالتنظيم وفقًا لإرادتها» وهو ما أنهى الاتحاد بشكل أساسي.

## التاريخ
لقد أصبح إعلان استقلال كوستاريكا عن الجمهورية الاتحادية من قبل الديكتاتور آنذاك براوليو كاريو ومرسومه الأساسي والضمانات دستورًا بحكم الواقع. ومن أجل تجنب غزو بريطانيا العظمى لدولته، سيتفاوض كاريو على دفع الديون مع بريطانيا العظمى (التي حدثت بشكل جماعي كجزء من الاتحاد) كما شجع صناعة زراعة البن وربط محافظة ليمون عبر السكك الحديدية. ومع هذا أُسقط كاريو من قبل فرانسيسكو مورازان الذي أعلن نفسه رئيسًا جديدًا. كان مورازان يعتزم إعادة تأسيس الاتحاد بالقوة باستخدام كوستاريكا كمقر، وبالتالي أُطيح به ثم أعدم لتفادي الحرب التي كانت تخطط لها بقية دول أمريكا الوسطى ضد كوستاريكا. تولى قائد الانقلاب أنطونيو بينتو سواريس السلطة مؤقتًا، لكنه ولد في البرتغال وبالتالي لا يمكن أن يكون رئيس الدولة. اختار الكونغرس خوسيه ماريا ألفارو زامورا مكانه حيث حكم بين 27 سبتمبر 1842 و28 نوفمبر 1844. دعا ألفارو إلى إجراء انتخابات للجمعية التأسيسية الجديدة التي سنت دستور عام 1844.
أُنتخب فرانسيسكو ماريا أوبيريونو بونيلا رئيسًا للدولة في انتخابات رئيس كوستاريكا عام 1844، لكنه لم يهتم أبدًا بالمكتب، حيث أُقيل وحل محله رئيس مجلس الشيوخ رافائيل مويا موريلوفر في 17 ديسمبر 1844 حتى 30 أبريل 1845، ثم عضو مجلس الشيوخ خوسيه رافائيل غاليغوس بين 1 مايو 1845 و7 يونيو 1846.
كانت حكومة غاليغوس لا تحظى بشعبية كبيرة بسبب محاولاته للحكم بمرسوم والوضع الفوضوي حيث أُطيح به في انقلاب قاده زامورا الذي دعا بعد ذلك إلى تأسيس جمعية تأسيسية جديدة وسن دستور عام 1847. تغير اسم البلد مرة أخرى إلى دولة كوستاريكا، وجرى تمديد فترة الرئاسة إلى ست سنوات، وسُن حق التصويت العام للذكور، وتحول الكونغرس المؤلف من مجلسين إلى مجلس واحد وأُسس مكتب رئيس الدولة. فاز خوسيه ماريا كاسترو مادريز في انتخابات عام 1847 في كوستاريكا بعد فوزه على زامورا حيث تسبب إعلان إعادة صياغة دستور عام 1847 أن جمهورية كوستاريكا قد أنهت وجود هذه الدولة الحرة.

## الحكومة
كان الفرع التنفيذي للحكومة في يد رئيس الدولة، الذي كان أيضًا رئيسًا للحكومة ومنتخبًا بالتصويت الشعبي. كان المجلس التشريعي مؤلفاً من مجلسين طوال تاريخه هما مجلس الشيوخ ومجلس النواب اللذين جرى انتخابهما عن طريق التصويت الشعبي. سميت الهيئة القضائية العليا محكمة العدل في كوستاريكا وكانت جميع الفروع مستقلة عن بعضها البعض.